# Marie de Portugal (1342-1375)
Pour les articles homonymes, voir Marie de Portugal.
Marie de Portugal (6 avril 1342, à Évora – 1377, à Gênes) est la fille aînée du roi Pierre Ier de Portugal et de Constance de Castille.
Marie est née à Évora le 6 avril 1342. En 1354, alors qu'elle n'a que douze ans, elle épouse Fernando d'Aragon, marquis de Tortosa. Le mariage est arrangé par son grand-père, le roi Alphonse IV de Portugal, pour renforcer l'alliance entre le royaume du Portugal et la couronne d'Aragon. Fernando est le fils du roi Alphonse IV d'Aragon et d'Eléonore de Castille.
Fernando est assassiné par son demi-frère Pierre IV d'Aragon en 1363. Selon l'historienne Ana Rodrigues Oliveira, Marie retourne alors au Portugal après 1375 et est inhumée au monastère de Santa Clara-a-Velha à Coimbra. Cependant, dans une lettre du 8 mai 1377, le roi Pierre IV informa son fils aîné que « Cert ardit havem haüt que la infanta de Portugal és morta en Jènova » (Nous avons appris que l'infanta du Portugal mourut à Gênes).